# Vettavalum
Vettavalum fou un estat tributari protegit, del tipus zamindari, a la taluka de Kallakurchi al districte de South Arcot, presidència de Madras. La renda anual era de 2.290 lliures i el peshkash o tribut de 7 lliures.